# Amfiumowate
Amfiumowate, amfiumy (Amphiumidae) – rodzina płazów z rzędu płazów ogoniastych (Caudata).

## Zasięg występowania
Gatunki żyjące współcześnie występują na południowo-wschodnich obszarach Stanów Zjednoczonych.

## Cechy charakterystyczne
- neotenia
- brak skrzeli zewnętrznych
- za głową widoczne pojedyncze otwory skrzelowe prowadzące do komory skrzelowej, gdzie znajdują się skrzela na 4 łukach skrzelowych
- dwie pary bardzo słabo rozwiniętych kończyn
- ciało silnie wężowato wydłużone

## Systematyka
Rodzina obejmuje jeden rodzaj występujący współcześnie:
- Amphiuma Garden, 1821

oraz jeden wymarły:
- Proamphiuma Estes, 1969